# Heimaey

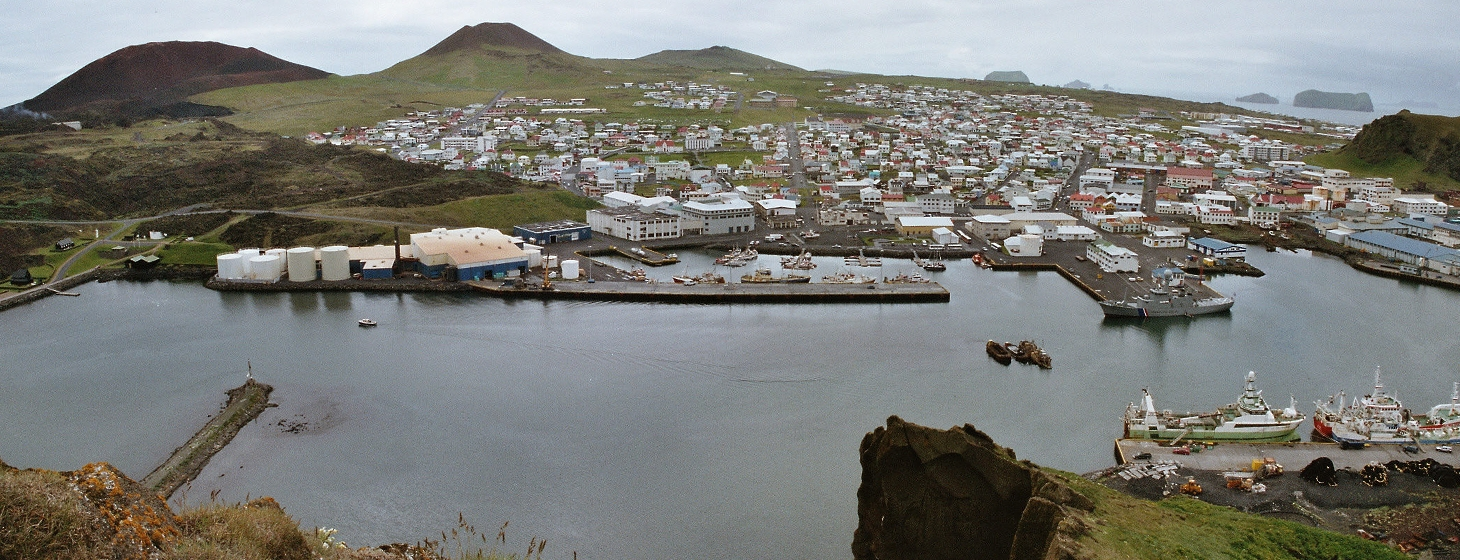
Port de Heimaey el juny de 2005

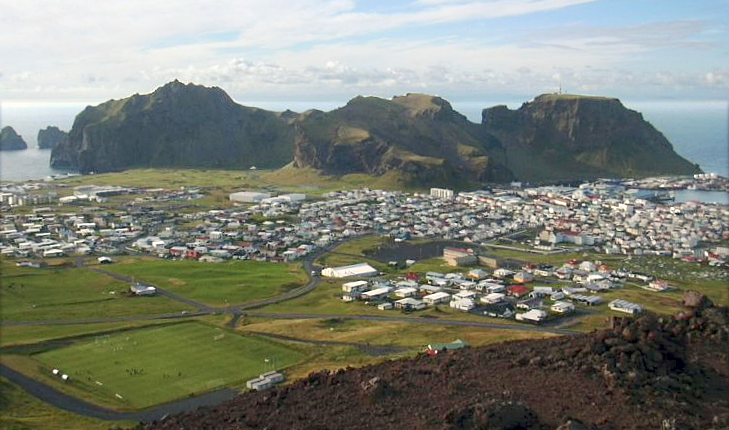
Vista des del volcà Helgafell

Heimaey (pronunciat en islandès:ˈheiːmaˌei) que significa Illa llar és una illa d'Islàndia que té una extensió de 13,4 km² i és l'illa més grossa de l'arxipèlag de Vestmannaeyjar. Es troba a 7,4 km del sud d'Islàndia. Té una població d'uns 4.500 habitants.

## Història
Segons el relat de Landnáma el colonitzador d'Islàndia Ingólfur Bárðarson va ser el primer a establir-se a Heimaey i va construir una granja a la vall Herjólfsdalur.
El 1627, tres vaixells pirates de l'Imperi Otomà van atacar diverses poblacions islandeses i entre elles també Heimaey, van agafar gent de l'illa i la van convertir en esclaus a Algèria.

### Eldfell
El 23 de gener de 1973 va entrar en erupció el volcà Eldfell de Heimaey. A més de la lava mig milió de metres cúbics de cendres van ser emeses cap a la capital de l'illa. De nit tots els 5.000 habitants de l'illa van ser evacuats la majoria en barques de pesca. L'erupció es va acabar el 3 de juliol del mateix any. Es va evitar la destrucció del port abocant-hi aigua de mar. L'illa va augmentar de mida a causa de l'erupció volcànica des dels 11,2 km² als actuals 13,4 km². Només va morir una persona.
Aquesta illa està connectada amb la resta d'Islàndia per un ferry i per l'aeroport de Vestmannaeyjar. La principal ocupació econòmica és la pesca. Hi ha 8 milions d'ocells del gènere Fratercula que també es cacen.

## Persones il·lustres
- Helgi Ólafsson (n.1956), Gran Mestre d'escacs